# شفران
الشفران هما جزء من العضو الجنسي الانثوي. ويمثلان الاجزاء الخارجية البارزة للفرج في الانسان والرئيسيات. في الإنسان هنالك جزآن للشفرين: الشفران الكبيران (أو الشفران الخارجيان) وهي عبارة عن طيات كبيرة وسميكة من الجلد الداخلية تغطي أجزاء الفرج الأخرى، في حين أن الشفرين الصغيرين هما طيات الجلد الداخلية بين الشفرين الخارجيين يحيط ويحمي فتحة الدهليز. يوجد داخل الدهليز فتحات المهبل والإحليل لحمايتها. وإلى الأعلى من الشفرين الصغيرين يوجد غطاء البظر الذي يحمي حشفة البظر.

## الإثارة الجنسية والاستجابة لها

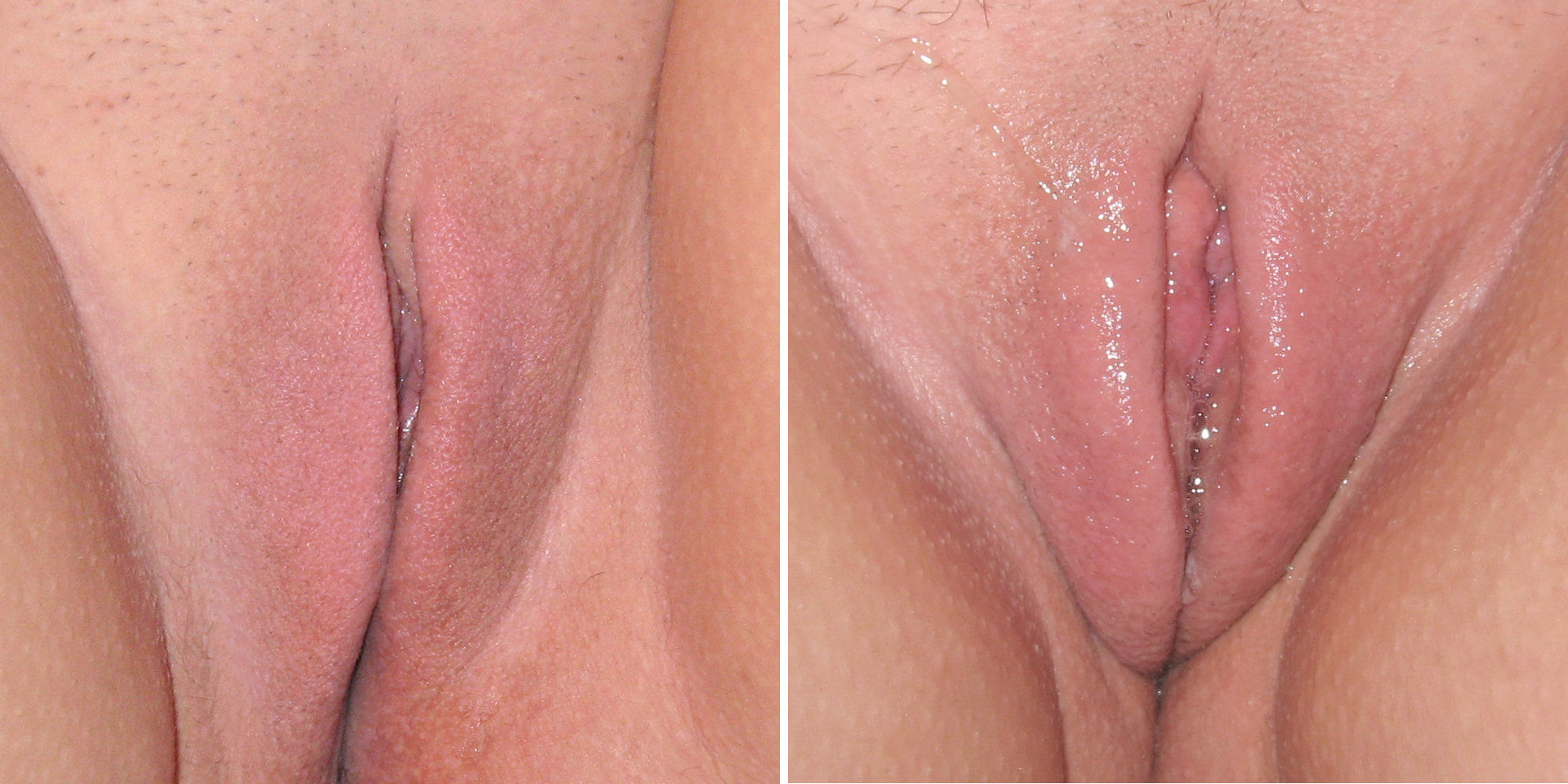
اليسار: شفران في حالة راحة (خمول). اليمين: شفرا المرأة في حالة إثارة جنسية، ويلاحظ كبر حجم الشفرين وترطيب المهبل.

الشفران جزء من مناطق الشهوة الجنسية للنساء. والشفران يستجيبان للإثارة الجنسية. وتختلف نسبة الحساسية بين النساء، فلدى بعضهن، تكون الحساسية كبيرة بمجرد لمسة خفيفة كافية للإثارة الجنسية. والبعض الآخر لا يتأثرن بمجرد لمسة. وقد يستخدم الشفران جنسياً في الجنس الفموي أو الاستمناء.
اثناء الإثارة الجنسية، يتضخم حجم الشفرين بسبب ضخ الدم بكثرة، ويخرجان للأمام، وتحدث حكة مهبلية. الشفران الصغيران يصبحان محتقنين بالدم، مما يؤدي إلى كبر حجمهما بمقدار الضعف إلى الثلاث اضعاف، ويتغير لونهما إلى الأسود أو الاحمر، ولأن الحمل والولادة يؤديان إلى زيادة الاوعية الدموية في الاعضاء التناسلية، فإن الشفرين الداخليين والخارجيين يعملان بشكل اسرع لدى النساء التي لديها أطفال.
بعد فترة من التحفيز الجنسي، يصبح الشفرين الصغيرين ممتلئين بالدم حوالي 30 ثانية إلى 3 دقائق قبل الوصول إلى النشوة الجنسية، مما يؤدي إلى احمرارهما أكثر. عند النساء اللاتي أنجبن أطفالًا، قد ينتفخ الشفرين الكبيرين أيضًا بشكل ملحوظ خلال هذه الفترة، ويصبح لونهما أحمر داكن. يمكن أن يؤدي التحفيز المستمر إلى هزة الجماع، وتساعد تقلصات النشوة الجنسية على إزالة الدم المحصور في الشفرين الداخلي والخارجي، وكذلك البظر وأجزاء أخرى من الفرج، مما يسبب أحاسيس لذة الجماع الممتعة.
بعد الوصول إلى النشوة الجنسية أو عندما تتوقف المرأة عن الإثارة الجنسية، يعود الشفران تدريجيًا إلى حالتهما غير المثارة. يعود الشفرين الصغيرين إلى لونهما الأصلي خلال دقيقتين، ويختفي الاحتقان خلال حوالي 5 إلى 10 دقائق. يعود الشفرين الكبيرين إلى حالتهما قبل الإثارة خلال ساعة واحدة تقريبًا.